# Sphecodina abbottii
Abbott's sphinx là một loài bướm đêm thuộc họ Sphingidae. Nó sống ở miền đông Bắc Mỹ và Ba Lan.

## Hình ảnh

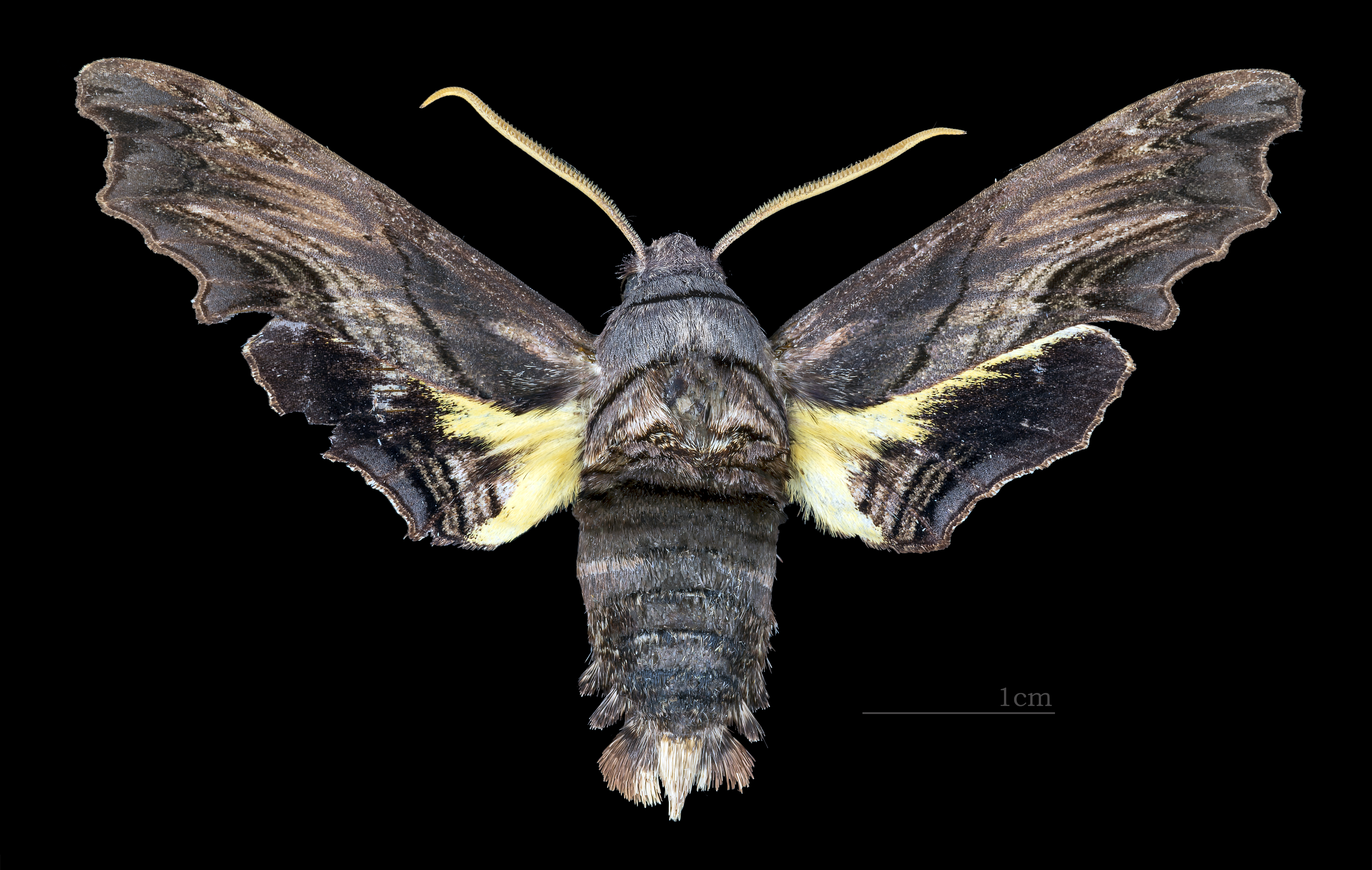
Sphecodina abbottii ♂
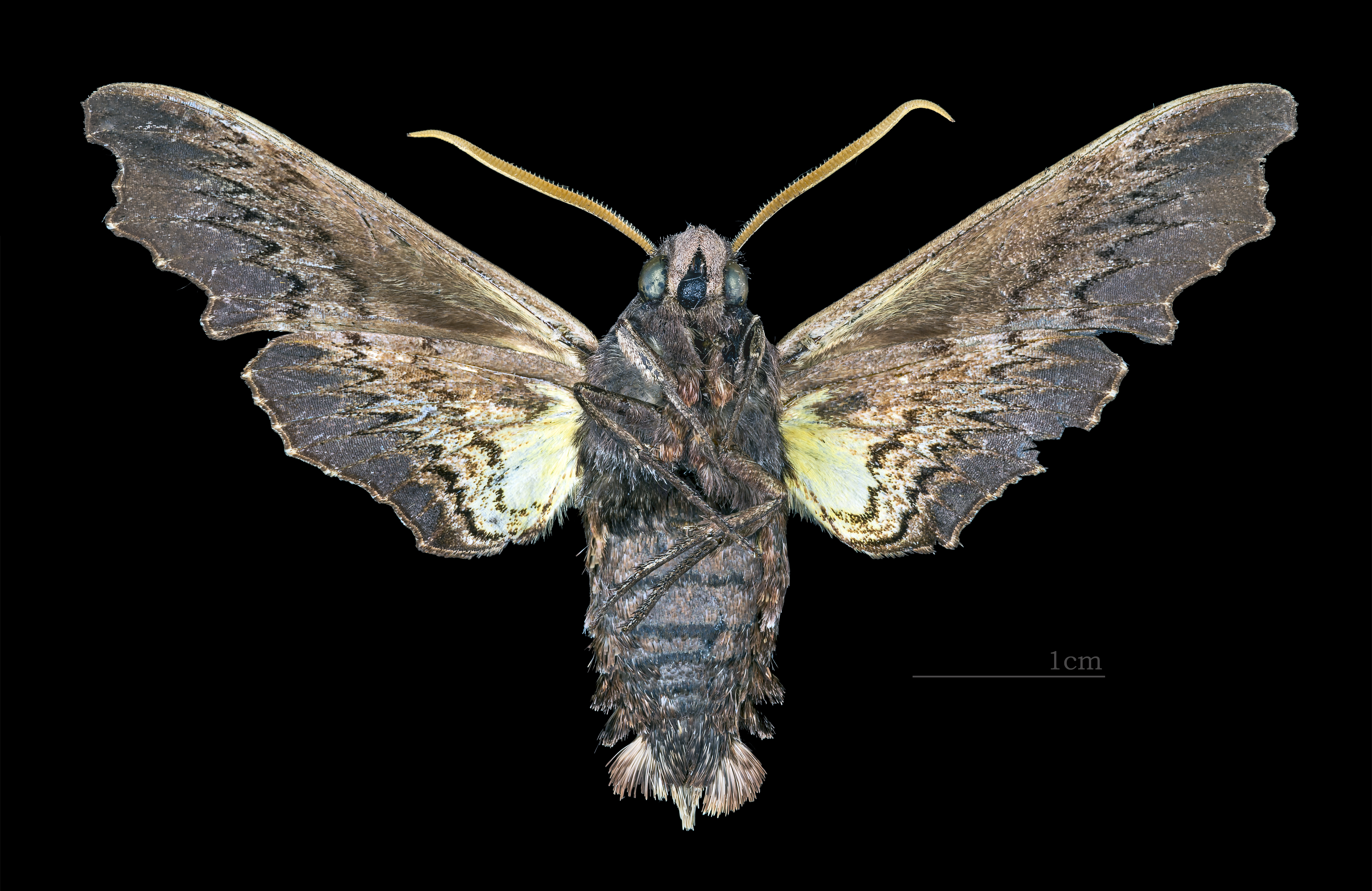
Sphecodina abbottii ♂  △
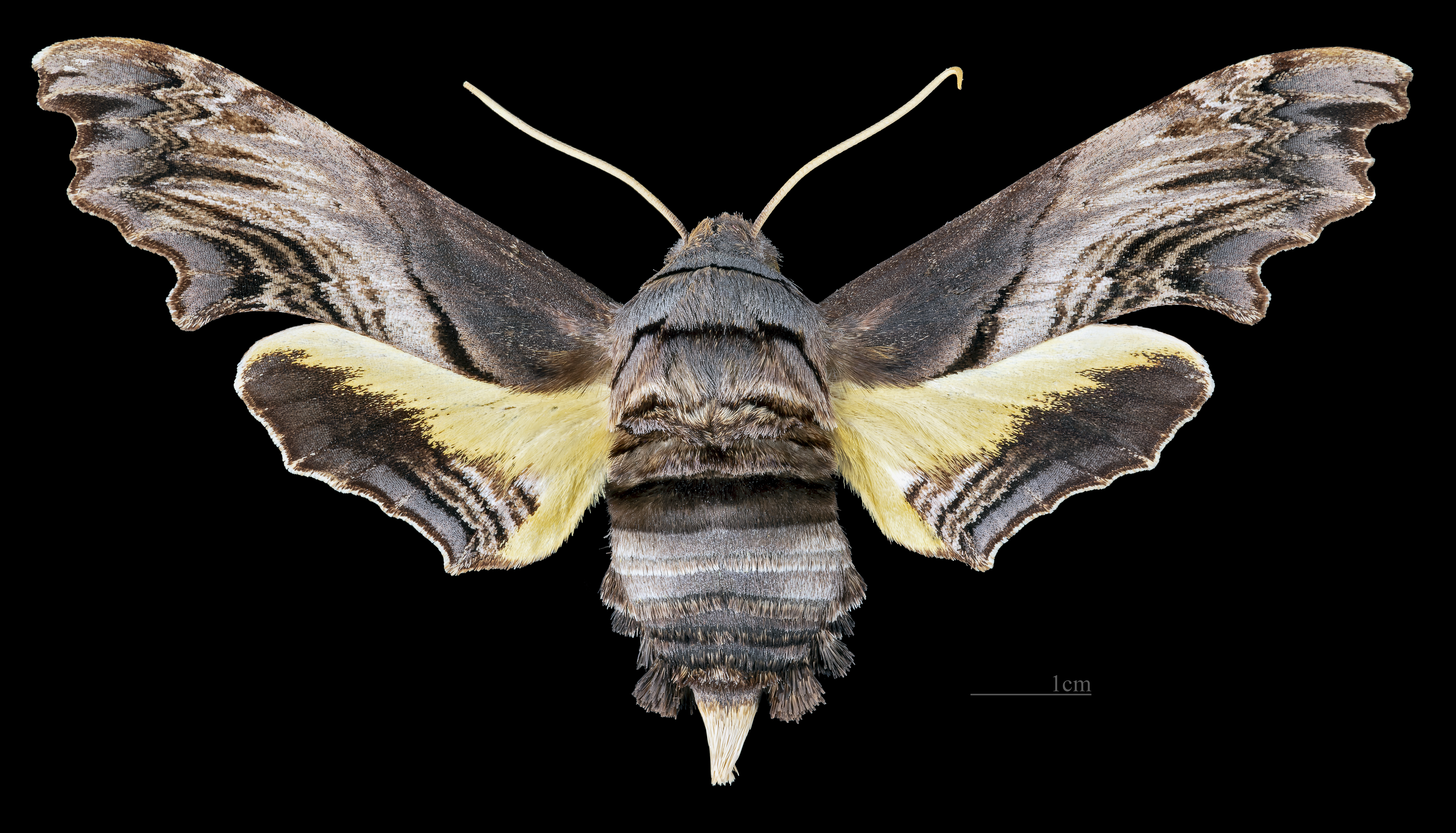
Sphecodina abbottii  ♀
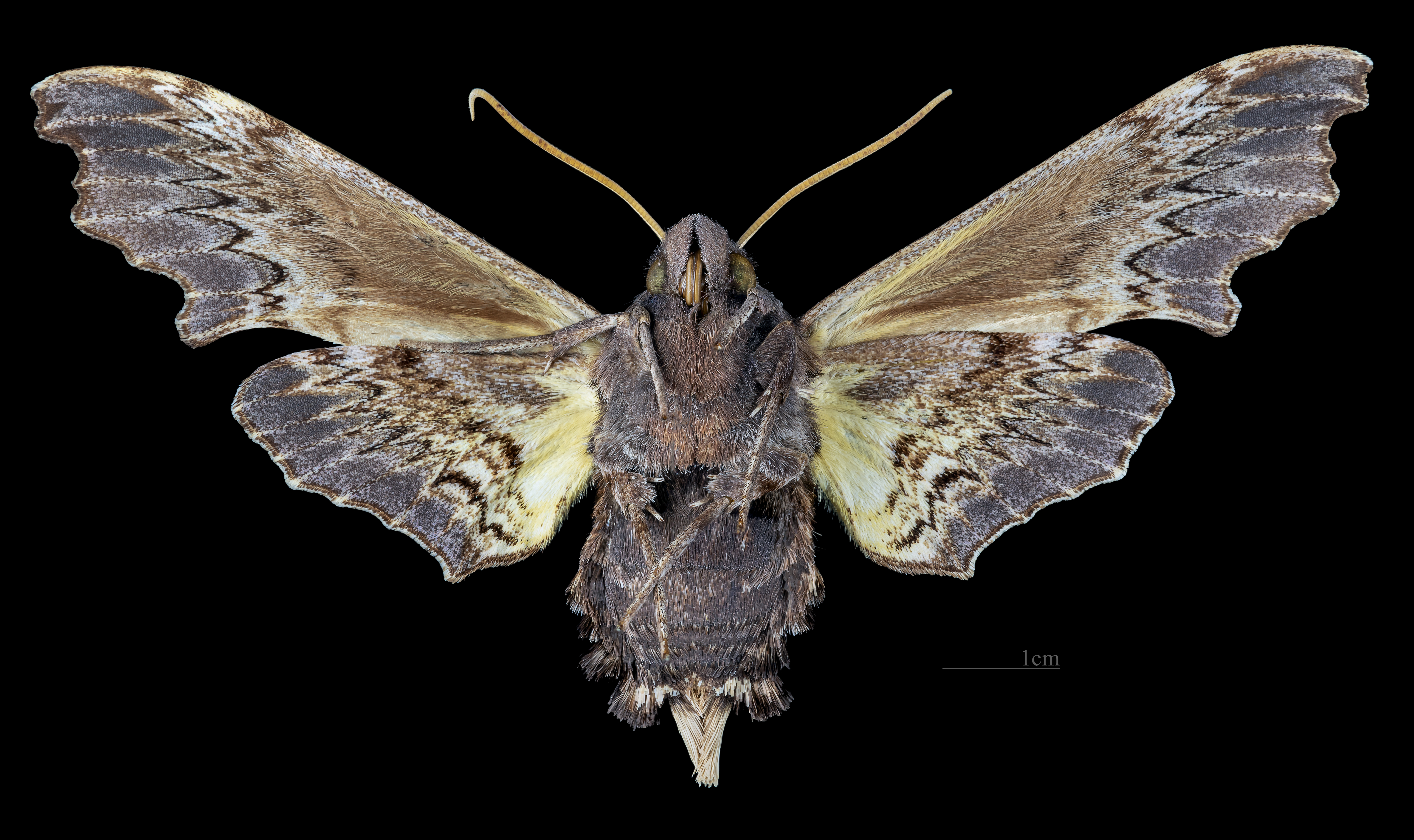
Sphecodina abbottii ♀ △
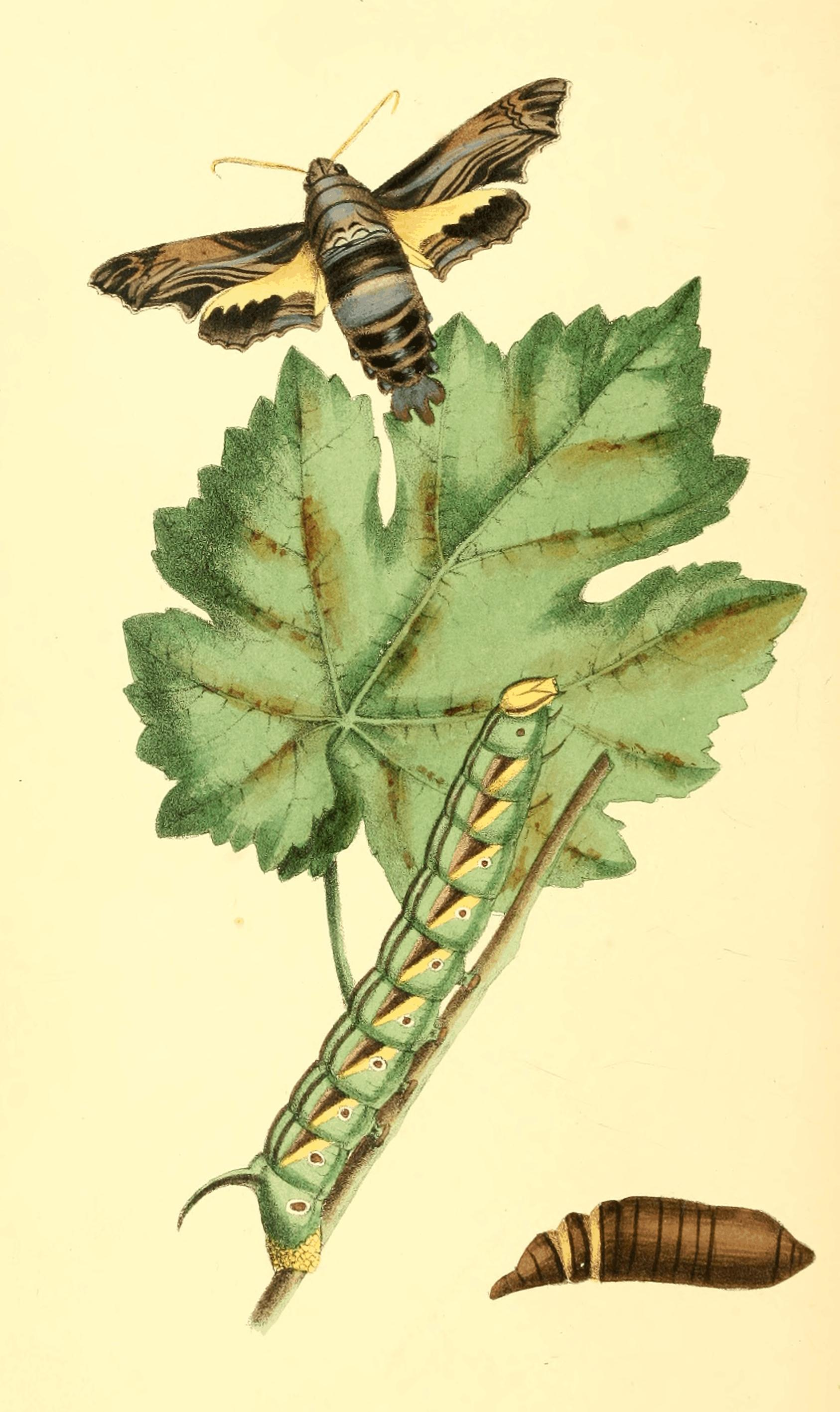